# 马元 (演员)
马元，北京人，毕业于北京电影学院，中国内地影视男演员、导演。

## 生平
1983年2月2日，马元出生于中华人民共和国首都北京市。父亲马宝善是新闻工作者、书法家，母亲是时任中共中央政治局委员、中央书记处书记习仲勋的女儿习乾平。
1999年，马元考入北京电影学院表演系，2003年毕业。其间，马元出演个人首部电视剧《外国小孩中国爸》。马元曾计划毕业后报考北京人民艺术剧院或者中国国家话剧院，但2003年两单位受非典疫情影响取消招生计划。赋闲在家的马元受学校老师邀请，回学校担任助教，其间与同学一起到《血色浪漫》剧组。导演滕文骥在与马元交谈过程中，得知其小时候长在机关大院，认为其与剧中角色贴合因此邀马元参演，因而《血色浪漫》中的郑桐成为马元出演的首个正式角色。

## 作品

### 出演电视剧
| 年份   | 名称           | 角色   | 备注     |
| ------ | -------------- | ------ | -------- |
| 2002年 | 外国小孩中国爸 |        | [ 1 ]    |
| 2004年 | 血色浪漫       |        | [ 1 ]    |
| 2007年 | 追             |        | 主演     |
| 2009年 | 情系北大荒     |        | [ 1 ]    |
| 2013年 | 水木清华       | 梅贻琦 | 主演     |
| 2014年 | 不是不想嫁     | 王朝阳 | [ 1 ]    |
| 2018年 | 那座城这家人   | 王大鸣 | 主演     |
| 2020年 | 巡回检察组     | 陈明忠 | [ 1 ]    |
| 2021年 | 光荣与梦想     | 陈毅   | [ 4 ]    |
| 2023年 | 公诉           | 王鶴宇 | [ 4 ]    |
| 2023年 | 白色城堡       | 向阳   | [ 4 ]    |
| 2023年 | 此心安处是吾乡 | 肖雪松 | 特别出演 |

### 出演电影
| 年份   | 名称     | 角色 | 备注  |
| ------ | -------- | ---- | ----- |
| 2010年 | 让子弹飞 | 神父 | [ 1 ] |

### 导演作品
| 年份   | 名称           | 职务 | 备注     |
| ------ | -------------- | ---- | -------- |
| 2015年 | 兔侠之青黎传说 | 导演 | 动画电影 |

## 荣誉
2018年12月10日，马元凭借电视剧《那座城这家人》获得第26届华鼎奖中国当代题材电视剧最佳男演员。